# گره (فیلم ۲۰۱۲)
گره (به انگلیسی: The Knot) فیلمی محصول سال ۲۰۱۲ و به کارگردانی جسی لارنس است. در این فیلم بازیگرانی همچون نول کلارک، متیو مک‌نالتی، تلولا رایلی، مینا سوواری و برت گلدشتاین ایفای نقش کرده‌اند.